# Viktor Kouzkine
Temple de la renommée de l'IIHF : 2005
Temple de la renommée russe : 2004
Viktor Grigorievitch Kouzkine (en russe : Виктор Григорьевич Кузькин), né le 6 juillet 1940 à Moscou, en Union soviétique, et mort le 24 juin 2008 à Sotchi, en Russie, est un joueur professionnel soviétique de hockey sur glace. Il a été admis au Temple de la renommée de la Fédération internationale de hockey sur glace en 2005.

## Carrière de joueur
Il commence sa carrière professionnelle en championnat d'URSS avec le CSKA Moscou en 1958. Il remporte treize titres de champion avec le club sportif de l'armée. En 1976, il met un terme à sa carrière. Il termine avec un bilan de 530 matchs et 71 buts en élite.

## Carrière internationale
Il a représenté l'URSS à 176 reprises (19 buts) sur une période de 11 ans de 1962 à 1973. Il a remporté l'or aux Jeux olympiques de 1964, 1968 et 1972. Il a participé aux championnats du monde de 1963 à 1969 et de 1971 à 1972 pour un total de huit médailles d'or et une d'argent.

## Trophées et honneurs personnels
- 1965, 1971 : élu dans l'équipe d'étoiles d'URSS.

## Statistiques
Pour les significations des abréviations, voir Statistiques du hockey sur glace.

### En équipe nationale
| Année | Équipe | Évènement |    | PJ | B | A | Pts | Pun               |  | Résultat |
| 1963  | URSS   | CM        | 7  | 1  | 0 | 1 | 8   | Médaille d'or     |  |          |
| 1964  | URSS   | CM & JO   | 8  | 2  | 3 | 5 | 6   | Médaille d'or     |  |          |
| 1965  | URSS   | CM        | 7  | 2  | 1 | 3 | 4   | Médaille d'or     |  |          |
| 1966  | URSS   | CM        | 7  | 1  | 1 | 2 | 4   | Médaille d'or     |  |          |
| 1967  | URSS   | CM        | 7  | 0  | 2 | 2 | 9   | Médaille d'or     |  |          |
| 1968  | URSS   | CM & JO   | 7  | 1  | 1 | 2 | 0   | Médaille d'or     |  |          |
| 1969  | URSS   | CM        | 3  | 0  | 1 | 1 | 2   | Médaille d'or     |  |          |
| 1971  | URSS   | CM        | 10 | 2  | 2 | 4 | 4   | Médaille d'or     |  |          |
| 1972  | URSS   | JO        | 5  | 1  | 0 | 1 | 0   | Médaille d'or     |  |          |
| 1972  | URSS   | CM        | 9  | 0  | 2 | 2 | 4   | Médaille d'argent |  |          |